# Фаллати, Иоганн
Иоганн Фаллати (нем. Johannes Fallati; 15 марта 1809, Гамбург, — 5 октября 1855, Гаага, Нидерланды) — немецкий историк и статистик. Депутат Франкфуртского национального собрания.
Окончил Тюбингенский университет и преподавал в нём с 1837 года, профессор с 1842 года. Инициатор конгресса по реформе немецких университетов в Йене (1848). Основной труд Фаллати — «Введение в статистическую науку» (нем. Einleitung in die Wissenschaft der Statistik; Тюбинген, 1843).